# Official Charts Company
De Official Charts Company (OCC, voorheen bekend als Chart Information Network en The Official UK Charts Company) is een organisatie die verschillende officiële hitlijsten in het Verenigd Koninkrijk publiceert, waaronder hitlijsten van albums, singles, downloads en genrespecifieke grafieken.

## Beschrijving
The Official Charts Company is ook de uitgever van de Schotse album- en single-hitlijsten, waarin de best verkochte geluidsdragers in Schotland worden vermeld. De OCC heeft ook enige tijd de Welsh-hitlijsten gepubliceerd. Sinds mei 2012 publiceert het OCC de UK Streaming Charts, die worden berekend op basis van het aantal streams van verschillende aanbieders zoals Deezer, Spotify, Napster en We7.
De Official Charts Company publiceert sinds 1 juli 1997 de officiële hitlijsten in het Verenigd Koninkrijk, maar onder de naam Chart Information Network. De oudste publicaties van de hitlijsten dateren echter uit 1952. Deze werden uitgegeven door de New Musical Express (NME). De British Phonographic Industry (BPI) en de Entertainment Retailers Association (ERA) zijn de opdrachtgevers voor het bepalen van de hitlijsten.
Het OCC ondersteunt haar publicaties door alle verkoopgegevens uit de detailhandel te verzamelen en te combineren door het marktonderzoek van het bedrijf Millward Brown. De Official Charts Company claimt ruim 90 procent van de nationale muziekmarkt te bestrijken (99 procent van de single-releases en 95 procent van alle albumreleases). De OCC evalueert voornamelijk platenmaatschappijen die in een week meer dan 100 platen verkopen.

## Hitlijsten
Een lijst van hitlijsten die men hanteert:
- UK Singles Chart
- UK Albums Chart
- The Big Top 40 Show
- UK Download Chart
- UK Streaming Chart
- UK R&B Chart
- UK Rock Chart
- UK Indie Chart
- UK Dance Chart
- Scottish Singles Chart
- Scottish Albums Chart